# ألكساندرا هوقلند
ألكساندرا هوقلند (بالسويدية: Alexandra Höglund)‏ (18 سبتمبر 1990 في السويد - ) هي لاعبة كرة قدم سويدية في مركز الهجوم. لعبت مع Gimo IF ‏ وBälinge IF ‏ وDjurgårdens IF Fotboll (women) ‏.

## وصلات خارجية
- ألكساندرا هوقلند على موقع اتحاد السويد (السويدية)
- ألكساندرا هوقلند على موقع قاعدة بيانات كرة القدم.إي يو (الإنجليزية)
- ألكساندرا هوقلند على موقع Soccerway.com (الإنجليزية)